# Голубые сойки
Голубые сойки (лат. Cyanocitta) — род птиц семейства врановых.
Родовое название является производным от др.-греч. κυανος — «тёмно-синий» и  др.-греч. κιττα — «сорока».
В состав рода включают два вида:
- Cyanocitta cristata — голубая сойка
- Cyanocitta stelleri — стеллерова черноголовая голубая сойка

Первый вид распространён в восточной части Северной Америки (США, Канада, Ньюфаундленд), второй — в западной.